# 지쿠젠다이부역
지쿠젠다이부역(일본어: 筑前大分駅)은 일본 후쿠오카현 이즈카시에 위치한 규슈 여객철도 사사구리 선 (후쿠호쿠유타카 선)의 철도역이다. 상대식 승강장 2면 2선의 구조를 갖춘 지상역이다.

## 이용 현황
| 승차 인원 추이 | 승차 인원 추이 |
| 연도           | 1일 평균       |
| -------------- | -------------- |
| 2007           | 808            |
| 2008           | 792            |
| 2009           | 784            |
| 2010           | 747            |
| 2011           | 779            |
| 2012           | 773            |
| 2013           | 762            |

## 역 주변
- 다이부하치만 궁

## 역사
- 1968년 5월 25일 : 일본국유철도가 개설. 사사구리 선 게이센 - 사사구리 간의 개통과 동시에 개업.
- 1987년 4월 1일 : 일본국유철도 분할 민영화에 의해, 규슈 여객철도가 승계.
- 2009년 3월 1일 : IC카드 SUGOCA의 공용을 개시.

## 인접 역
| 사사구리 선        | 사사구리 선 | 사사구리 선                |
| ------------------ | ----------- | -------------------------- |
| 게이센 노가타 방면 | ■ 쾌속      | 기도난조인마에 하카타 방면 |
| 게이센 오리오 방면 | ■ 보통      | 구로바루 하카타 방면       |